# Meglio tardi che Mao
Meglio tardi che Mao è il primo romanzo e terzo disco solista del cantautore italiano Mao, pubblicati dalla casa editrice Espress Edizioni il 7 dicembre 2011. Le illustrazioni sono di Riccardo Cecchetti.

## Sinossi
«Se vi piacciono le canzoni, questa è la storia di uno che scrive e canta canzoni. Se guardavate MTV quando c'era ancora Andrea Pezzi, questa è la storia di uno che stava proprio lì e che entrava attraverso gli schermi nelle vostre case. Se vi piacciono i film, questo è un kit per farvi il vostro: troverete il copione, lo storyboard e la colonna sonora. Se vi siete chiesti com'è vivere delle proprie passioni, qui ci vanno giù duro in picchiata narrativa e vi raccontano davvero come possono andare le cose. Come vanno le cose.».

## Edizioni
- 2011 - Mauro ‘Mao’ Gurlino, Meglio tardi che Mao, Espress Edizioni, Torino, Italia, pp. 102, ISBN 9788897412168

## Tracce
1. Satelliti – 5:00 (testo: Mauro Gurlino, Luca Ragagnin - musica: Mauro Gurlino, Matteo Salvadori)
2. Segreti – 3:26 (testo e musica: Mauro Gurlino)
3. Fiori pazzi – 3:51 (testo e musica: Mauro Gurlino)
4. Leader – 3:57 (testo e musica: Mauro Gurlino)
5. Un mondo diverso – 3:43 (testo: Mauro Gurlino - musica: Mauro Gurlino, Marco Castoldi)
6. Dikonoke – 4:26 (testo e musica: Mauro Gurlino)
7. Shampino – 5:05 (testo e musica: Mauro Gurlino)
8. Ode all'ombelico – 1:34 (testo e musica: Mauro Gurlino)
9. Chinese take-away – 5:29 (testo: Mauro Gurlino, Luca Ragagnin - musica: Mauro Gurlino, Matteo Salvadori)